# طور كحلان (طور الباحة)

تعديل مصدري - تعديل

طور كحلان هي إحدى قرى عزلة طور الباحة بمديرية طور الباحة التابعة لمحافظة لحج، بلغ تعداد سكانها 47 نسمة حسب تعداد اليمن لعام 2004.